# 50 millors jugadors de la història de l'NBA
Els 50 millors jugadors de la història de l'NBA (en anglès 50 Greatest Players in National Basketball Association History) foren escollits el 1996 durant el 50è aniversari de la fundació de la National Basketball Association (NBA). Aquests cinquanta jugadors foren seleccionats mitjançant una votació d'un jurat format per membres de mitjans de comunicació, exjugadors i entrenadors, i gerents generals en actiu i retirats. Addicionalment, els deu millors entrenadors principals i els deu millors equips al llarg d'una temporada de la història de l'NBA també foren seleccionats pels membres de mitjans de comunicació com a part de la celebració. Els cinquanta jugadors havien d'haver jugat com a mínim una part de la seva carrera a l'NBA, i foren escollits sense tenir en compte la posició on jugaven.
La llista fou anunciada pel comissionat de l'NBA David Stern el 29 d'octubre de 1996 a l'hotel Grand Hyatt New York, on abans hi havia el Commodore Hotel, lloc on es van firmar els estatuts originals de l'NBA el 6 de juny de 1946. L'anunci marcà el començament d'unes celebracions que duraren tota la temporada. Quaranta-set dels cinquanta jugadors es trobaren més tard a Cleveland, durant la cerimònia de la mitja part de l'All-Star Game de l'NBA de 1997. Tres jugadors foren absents: Pete Maravich, qui morí el 1988 als quaranta anys; Shaquille O'Neal, qui s'estava recuperant d'una lesió al genoll; i Jerry West, qui tenia programada una operació per una infecció d'oïda i no pogué volar. Al moment de l'anunci, onze jugadors estaven en actiu. De tots ells, O'Neal fou el darrer en actiu a l'NBA: es retirà al final de la temporada 2009-10.

## Jugadors escollits

### Procés de selecció
La llista fou confeccionada mitjançant una votació sense preferències completada pels cinquanta membres escollits del jurat. Setze dels membres eren exjugadors votant per la seva condició de tals; tretze eren membres de mitjans de comunicació escrits i audiovisuals; i vint-i-un eren representants d'equips: gerents generals actuals i anteriors, entrenadors principals i executius. D'aquest darrer grup, tretze membres eren exjugadors de l'NBA. Els jugadors tenien prohibit votar per a si mateixos. Només tres jugadors d'entre els votants (Bill Bradley, Johnny Kerr i Bob Lanier) no foren escollits per la llista.

### Votants
| *                   | Denota un votant que fou escollit a la llista |
| Categoria de votant | Tal com la categoritza l'NBA                  |

| Nom                  | Categoria de votant |
| -------------------- | ------------------- |
| Kareem Abdul-Jabbar* | Jugador             |
| Marv Albert          | Mitjans             |
| Al Attles            | Equip               |
| Red Auerbach         | Equip               |
| Elgin Baylor*        | Equip               |
| Dave Bing*           | Jugador             |
| Larry Bird*          | Equip               |
| Marty Blake          | Equip               |
| Fran Blinebury       | Mitjans             |
| Bill Bradley         | Jugador             |
| Hubie Brown          | Equip               |
| Wilt Chamberlain*    | Jugador             |
| Mitch Chortkoff      | Mitjans             |
| Bob Cousy*           | Jugador             |
| Billy Cunningham*    | Equip               |
| Chuck Daly           | Equip               |
| David DuPree         | Mitjans             |
| Wayne Embry          | Equip               |
| Julius Erving*       | Jugador             |
| Joe Gilmartin        | Mitjans             |
| Sam Goldaper         | Mitjans             |
| Alex Hannum          | Equip               |
| Lester Harrison      | Equip               |
| John Havlicek*       | Jugador             |
| Chick Hearn          | Mitjans             |
| Red Holzman          | Equip               |
| Phil Jasner          | Mitjans             |
| Magic Johnson*       | Jugador             |
| Johnny Kerr          | Jugador             |
| Leonard Koppett      | Mitjans             |
| Bob Lanier           | Jugador             |
| Frank Layden         | Equip               |
| Leonard Lewin        | Mitjans             |
| Jack McCallum        | Mitjans             |
| Dick McGuire         | Equip               |
| George Mikan*        | Jugador             |
| Bob Pettit*          | Jugador             |
| Harvey Pollack       | Equip               |
| Jack Ramsay          | Equip               |
| Willis Reed*         | Equip               |
| Oscar Robertson*     | Jugador             |
| Bill Russell*        | Jugador             |
| Bob Ryan             | Mitjans             |
| Dolph Schayes*       | Jugador             |
| Bill Sharman*        | Jugador             |
| Gene Shue            | Equip               |
| Isiah Thomas*        | Equip               |
| Wes Unseld*          | Equip               |
| Peter Vecsey         | Mitjans             |
| Jerry West*          | Equip               |

### Llista
Onze jugadors (Charles Barkley, Clyde Drexler, Patrick Ewing, Michael Jordan, Karl Malone, Shaquille O'Neal, Hakeem Olajuwon, Robert Parish, Scottie Pippen, David Robinson i John Stockton) estaven en actiu durant la temporada 1996-97, quan la llista fou anunciada; des de llavors, tots s'han retirat. O'Neal fou l'últim en estar en actiu a l'NBA, i es retirà a finals de la temporada 2009-10. Tots els jugadors seleccionats també han estat inclosos al Naismith Memorial Basketball Hall of Fame. Lenny Wilkens fou l'únic membre de la llista de jugadors en ser també escollit com a membre de la llista d'entrenadors. Al moment de fer la llista, només Pete Maravich ja havia mort; des de llavors, també ho han fet Wilt Chamberlain, Dave DeBusschere, Paul Arizin, George Mikan, Bill Sharman, Moses Malone, Dolph Schayes i Nate Thurmond.
| Cursiva  | Cursiva  | Denota un jugador en actiu en el moment de creació de la llista | Denota un jugador en actiu en el moment de creació de la llista | Denota un jugador en actiu en el moment de creació de la llista | Denota un jugador en actiu en el moment de creació de la llista | Denota un jugador en actiu en el moment de creació de la llista |
| *        | *        | Elegit al Naismith Memorial Basketball Hall of Fame             | Elegit al Naismith Memorial Basketball Hall of Fame             | Elegit al Naismith Memorial Basketball Hall of Fame             | Elegit al Naismith Memorial Basketball Hall of Fame             | Elegit al Naismith Memorial Basketball Hall of Fame             |
| All Star | All Star | Quantitat d'aparicions en un All-Star                           | Quantitat d'aparicions en un All-Star                           | Quantitat d'aparicions en un All-Star                           | Quantitat d'aparicions en un All-Star                           | Quantitat d'aparicions en un All-Star                           |
| Any      | Any      | Any d'ingrés al Basketball Hall of Fame                         | Any d'ingrés al Basketball Hall of Fame                         | Any d'ingrés al Basketball Hall of Fame                         | Any d'ingrés al Basketball Hall of Fame                         | Any d'ingrés al Basketball Hall of Fame                         |
| B        | Base     | Base                                                            | A                                                               | Aler                                                            | P                                                               | Pivot                                                           |
| Pos      | Posició  | Posició                                                         | Pts                                                             | Punts                                                           | Reb                                                             | Rebots                                                          |
| Ast      | Ast      | Assistències                                                    | Assistències                                                    | MVP                                                             | Jugador Més Valuós                                              | Jugador Més Valuós                                              |

Nota: les estadístiques són correctes fins al final de la temporada 2009-10, la darrera en la qual algun dels jugadors de la llista estigué en actiu.
| Nom                  | Equips en els quals jugà (anys)[a] | Pos | Pts    | Reb    | Ast    | Campionats guanyats[b]                                                | MVP guanyats                           | MVP de les Finals guanyats             | All Star | Any  | Ref.   |
| -------------------- | --- | --- | ------ | ------ | ------ | --------------------------------------------------------------------- | -------------------------------------- | -------------------------------------- | -------- | ---- | ------ |
| Kareem Abdul-Jabbar* | Milwaukee Bucks (1969–1975) Los Angeles Lakers (1975–1989) | P   | 38.387 | 17.440 | 5.660  | 6 (1971, 1980, 1982, 1985, 1987, 1988)                                | 6 (1971, 1972, 1974, 1976, 1977, 1980) | 2 (1971, 1985)                         | 19       | 1995 | [ 5 ]  |
| Nate Archibald*      | Cincinnati Royals / Kansas City-Omaha / Kansas City Kings (1970–1976) New York Nets (1976-1977) Boston Celtics (1977–1983) Milwaukee Bucks (1983-1984)                                                         | B   | 16.481 | 2.046  | 6.476  | 1 (1981)                                                              | Cap                                    | Cap                                    | 6        | 1991 | [ 6 ]  |
| Paul Arizin*         | Philadelphia Warriors (1950–1952, 1954–1962) | A   | 16.266 | 6.129  | 1.665  | 1 (1956)                                                              | Cap                                    | Cap                                    | 10       | 1978 | [ 7 ]  |
| Charles Barkley*     | Philadelphia 76ers (1984–1992) Phoenix Suns (1992–1996) Houston Rockets (1996–2000) | A   | 23.757 | 12.546 | 4.215  | Cap                                                                   | 1 (1993)                               | Cap                                    | 11       | 2006 | [ 8 ]  |
| Rick Barry*          | San Francisco / Golden State Warriors (1965–1967, 1972–1978) Houston Rockets (1978–1980) | A   | 18.395 | 5.168  | 4.017  | 1 (1975)                                                              | Cap                                    | 1 (1975)                               | 8        | 1987 | [ 9 ]  |
| Elgin Baylor*        | Minneapolis / Los Angeles Lakers (1958–1971) | A   | 23.149 | 11.463 | 3.650  | Cap                                                                   | Cap                                    | Cap                                    | 11       | 1977 | [ 10 ] |
| Dave Bing*           | Detroit Pistons (1966–1975) Washington Bullets (1975–1977) Boston Celtics (1977-1978) | B   | 18.327 | 3.420  | 5.397  | Cap                                                                   | Cap                                    | Cap                                    | 7        | 1990 | [ 11 ] |
| Larry Bird*          | Boston Celtics (1979–1992) | A   | 21.791 | 8.974  | 5.695  | 3 (1981, 1984, 1986)                                                  | 3 (1984, 1985, 1986)                   | 2 (1984, 1986)                         | 12       | 1998 | [ 12 ] |
| Wilt Chamberlain*    | Philadelphia / San Francisco Warriors (1959–1965) Philadelphia 76ers (1965–1968) Los Angeles Lakers (1968–1973)                                                                                                | P   | 31.419 | 23.924 | 4.643  | 2 (1967, 1972)                                                        | 4 (1960, 1966, 1967, 1968)             | 1 (1972)                               | 13       | 1979 | [ 13 ] |
| Bob Cousy*           | Boston Celtics (1950–1963) Cincinnati Royals (1969-1970) | B   | 16.960 | 4.786  | 6.955  | 6 (1957, 1959, 1960, 1961, 1962, 1963)                                | 1 (1957)                               | Cap                                    | 13       | 1971 | [ 14 ] |
| Dave Cowens*         | Boston Celtics (1970–1980) Milwaukee Bucks (1982-1983) | P   | 13.516 | 10.444 | 2.910  | 2 (1974, 1976)                                                        | 1 (1973)                               | Cap                                    | 7        | 1991 | [ 15 ] |
| Billy Cunningham*    | Philadelphia 76ers (1965–1972, 1974–1976) | A   | 13.626 | 6.638  | 2.625  | 2 (1967, 1983)                                                        | Cap                                    | Cap                                    | 4        | 1986 | [ 16 ] |
| Dave DeBusschere*    | Detroit Pistons (1962–1968) New York Knicks (1968–1974) | A   | 14.053 | 9.618  | 2.497  | 2 (1970, 1973)                                                        | Cap                                    | Cap                                    | 8        | 1983 | [ 17 ] |
| Clyde Drexler*       | Portland Trail Blazers (1983–1995) Houston Rockets (1995–1998) | B   | 22.195 | 6.677  | 6.125  | 1 (1995)                                                              | Cap                                    | Cap                                    | 10       | 2004 | [ 18 ] |
| Julius Erving*       | Philadelphia 76ers (1976–1987) | A   | 18.364 | 5.601  | 3.224  | 1 (1983)                                                              | 1 (1981)                               | Cap                                    | 11       | 1993 | [ 19 ] |
| Patrick Ewing*       | New York Knicks (1985–2000) Seattle SuperSonics (2000-2001) Orlando Magic (2001-2002) | P   | 24.815 | 11.607 | 2.215  | Cap                                                                   | Cap                                    | Cap                                    | 11       | 2008 | [ 20 ] |
| Walt Frazier*        | New York Knicks (1967–1977) Cleveland Cavaliers (1977–1980) | B   | 15.581 | 4.830  | 5.040  | 2 (1970, 1973)                                                        | Cap                                    | Cap                                    | 7        | 1987 | [ 21 ] |
| George Gervin*       | San Antonio Spurs (1976–1985) Chicago Bulls (1985-1986) | B   | 20.708 | 3.607  | 2.214  | Cap                                                                   | Cap                                    | Cap                                    | 9        | 1996 | [ 22 ] |
| Hal Greer*           | Syracuse Nationals / Philadelphia 76ers (1958–1973) | B   | 21.586 | 5.665  | 4.540  | 1 (1967)                                                              | Cap                                    | Cap                                    | 10       | 1982 | [ 23 ] |
| John Havlicek*       | Boston Celtics (1962–1978) | B/A | 26.395 | 8.007  | 6.114  | 8 (1963, 1964, 1965, 1966, 1968, 1969, 1974, 1976)                    | Cap                                    | 1 (1974)                               | 13       | 1984 | [ 24 ] |
| Elvin Hayes*         | San Diego / Houston Rockets (1968–1972, 1981–1984) Baltimore / Capital / Washington Bullets (1972–1981) | A/P | 27.313 | 16.279 | 2.398  | 1 (1978)                                                              | Cap                                    | Cap                                    | 12       | 1990 | [ 25 ] |
| Magic Johnson*       | Los Angeles Lakers (1979–1991, 1996) | B   | 17.707 | 6.559  | 10.141 | 5 (1980, 1982, 1985, 1987, 1988)                                      | 3 (1987, 1989, 1990)                   | 3 (1980, 1982, 1987)                   | 12       | 2002 | [ 26 ] |
| Sam Jones*           | Boston Celtics (1957–1969) | B   | 15.411 | 4.305  | 2.209  | 10 (1959, 1960, 1961, 1962, 1963, 1964, 1965, 1966, 1968, 1969)       | Cap                                    | Cap                                    | 5        | 1984 | [ 27 ] |
| Michael Jordan*      | Chicago Bulls (1984–1993, 1995–1998) Washington Wizards (2001–2003) | B   | 32.292 | 6.672  | 5.633  | 6 (1991, 1992, 1993, 1996, 1997, 1998)                                | 5 (1988, 1991, 1992, 1996, 1998)       | 6 (1991, 1992, 1993, 1996, 1997, 1998) | 14       | 2009 | [ 28 ] |
| Jerry Lucas*         | Cincinnati Royals (1963–1969) San Francisco Warriors (1969–1971) New York Knicks (1971–1974) | A   | 14.053 | 12.942 | 2.732  | 1 (1973)                                                              | Cap                                    | Cap                                    | 7        | 1980 | [ 29 ] |
| Karl Malone*         | Utah Jazz (1985–2003) Los Angeles Lakers (2003-2004) | A   | 36.928 | 14.968 | 5.248  | Cap                                                                   | 2 (1997, 1999)                         | Cap                                    | 14       | 2010 | [ 30 ] |
| Moses Malone*        | Buffalo Braves (1976) Houston Rockets (1976–1982) Philadelphia 76ers (1982–1986, 1993-1994) Washington Bullets (1986–1988) Atlanta Hawks (1988–1991) Milwaukee Bucks (1991–1993) San Antonio Spurs (1994-1995) | P   | 27.409 | 16.212 | 1.796  | 1 (1983)                                                              | 3 (1979, 1982, 1983)                   | 1 (1983)                               | 12       | 2001 | [ 31 ] |
| Pete Maravich*       | Atlanta Hawks (1970–1974) New Orleans / Utah Jazz (1974–1980) Boston Celtics (1980) | B   | 15.948 | 2.747  | 3.563  | Cap                                                                   | Cap                                    | Cap                                    | 5        | 1987 | [ 32 ] |
| Kevin McHale*        | Boston Celtics (1980–1993) | A   | 17.335 | 7.122  | 1.670  | 3 (1981, 1984, 1986)                                                  | Cap                                    | Cap                                    | 7        | 1999 | [ 33 ] |
| George Mikan*        | Minneapolis Lakers (1948–1956) | P   | 10.156 | 4.167  | 1.245  | 5 (1949, 1950, 1952, 1953, 1954)                                      | Cap                                    | Cap                                    | 4        | 1959 | [ 34 ] |
| Earl Monroe*         | Baltimore Bullets (1967–1971) New York Knicks (1971–1980) | B   | 17.454 | 2.796  | 3.594  | 1 (1973)                                                              | Cap                                    | Cap                                    | 4        | 1990 | [ 35 ] |
| Hakeem Olajuwon*     | Houston Rockets (1984–2001) Toronto Raptors (2001-2002) | P   | 26.946 | 13.748 | 3.058  | 2 (1994, 1995)                                                        | 1 (1994)                               | 2 (1994, 1995)                         | 12       | 2008 | [ 36 ] |
| Shaquille O'Neal*    | Orlando Magic (1992–1996) Los Angeles Lakers (1996–2004) Miami Heat (2004–2008) Phoenix Suns (2008–2009) Cleveland Cavaliers (2009-2010) Boston Celtics (2010-2011)                                            | P   | 28.596 | 13.099 | 3.026  | 4 (2000, 2001, 2002, 2006)                                            | 1 (2000)                               | 3 (2000, 2001, 2002)                   | 15       | 2016 | [ 37 ] |
| Robert Parish*       | Golden State Warriors (1976–1980) Boston Celtics (1980–1994) Charlotte Hornets (1994–1996) Chicago Bulls (1996-1997)                                                                                           | P   | 23.334 | 14.715 | 2.180  | 4 (1981, 1984, 1986, 1997)                                            | Cap                                    | Cap                                    | 9        | 2003 | [ 38 ] |
| Bob Pettit*          | Milwaukee / St. Louis Hawks (1954–1965) | A   | 20.880 | 12.849 | 2.369  | 1 (1958)                                                              | 2 (1956, 1959)                         | Cap                                    | 11       | 1971 | [ 39 ] |
| Scottie Pippen*      | Chicago Bulls (1987–1998, 2003-2004) Houston Rockets (1998-1999) Portland Trail Blazers (1999–2003) | A   | 18.940 | 7.494  | 6.135  | 6 (1991, 1992, 1993, 1996, 1997, 1998)                                | Cap                                    | Cap                                    | 7        | 2010 | [ 40 ] |
| Willis Reed*         | New York Knicks (1964–1974) | A/P | 12.183 | 8.414  | 1.186  | 2 (1970, 1973)                                                        | 1 (1970)                               | 2 (1970, 1973)                         | 7        | 1982 | [ 41 ] |
| Oscar Robertson*     | Cincinnati Royals (1960–1970) Milwaukee Bucks (1970–1974) | B   | 26.710 | 7.804  | 9.887  | 1 (1971)                                                              | 1 (1964)                               | Cap                                    | 12       | 1980 | [ 42 ] |
| David Robinson*      | San Antonio Spurs (1989–2003) | P   | 20.790 | 10.497 | 2.441  | 2 (1999, 2003)                                                        | 1 (1995)                               | Cap                                    | 10       | 2009 | [ 43 ] |
| Bill Russell*        | Boston Celtics (1956–1969) | P   | 14.522 | 21.620 | 4.100  | 11 (1957, 1959, 1960, 1961, 1962, 1963, 1964, 1965, 1966, 1968, 1969) | 5 (1958, 1961, 1962, 1963, 1965)       | Cap                                    | 12       | 1975 | [ 44 ] |
| Dolph Schayes*       | Syracuse Nationals / Philadelphia 76ers (1949–1964) | A   | 18.438 | 11.256 | 3.072  | 1 (1955)                                                              | Cap                                    | Cap                                    | 12       | 1973 | [ 45 ] |
| Bill Sharman*        | Washington Capitols (1950-1951) Boston Celtics (1951–1961) | B   | 12.665 | 2.779  | 2.101  | 4 (1957, 1959, 1960, 1961)                                            | Cap                                    | Cap                                    | 8        | 1976 | [ 46 ] |
| John Stockton*       | Utah Jazz (1984–2003) | B   | 19.711 | 4.051  | 15.806 | Cap                                                                   | Cap                                    | Cap                                    | 10       | 2009 | [ 47 ] |
| Isiah Thomas*        | Detroit Pistons (1981–1994) | B   | 18.822 | 3.478  | 9.061  | 2 (1989, 1990)                                                        | Cap                                    | 1 (1990)                               | 12       | 2000 | [ 48 ] |
| Nate Thurmond*       | San Francisco / Golden State Warriors (1963–1974) Chicago Bulls (1974–1975) Cleveland Cavaliers (1975–1977) | P   | 14.437 | 14.464 | 2.575  | Cap                                                                   | Cap                                    | Cap                                    | 7        | 1985 | [ 49 ] |
| Wes Unseld*          | Baltimore / Capital / Washington Bullets (1968–1981) | P   | 10.624 | 13.769 | 3.822  | 1 (1978)                                                              | 1 (1969)                               | 1 (1978)                               | 5        | 1988 | [ 50 ] |
| Bill Walton*         | Portland Trail Blazers (1974–1979) San Diego / Los Angeles Clippers (1979,1983–1985) Boston Celtics (1985–1987)                                                                                                | P   | 6.215  | 4.923  | 1.590  | 2 (1977, 1986)                                                        | 1 (1978)                               | 1 (1977)                               | 2        | 1993 | [ 51 ] |
| Jerry West*          | Los Angeles Lakers (1960–1974) | B   | 25.192 | 5.366  | 6.238  | 1 (1972)                                                              | Cap                                    | 1 (1969)                               | 14       | 1980 | [ 52 ] |
| Lenny Wilkens*       | St. Louis Hawks (1960−1968) Seattle SuperSonics (1968–1972) Cleveland Cavaliers (1972–1974) Portland Trail Blazers (1974-1975)                                                                                 | B   | 17.772 | 5.030  | 7.211  | 1 (1979)                                                              | Cap                                    | Cap                                    | 9        | 1989 | [ 53 ] |
| James Worthy*        | Los Angeles Lakers (1982–1994) | A   | 16.320 | 4.708  | 2.791  | 3 (1985, 1987, 1988)                                                  | Cap                                    | 1 (1988)                               | 7        | 2003 | [ 54 ] |

## Els millors 10 entrenadors de la història de l'NBA
| Tant Red Auerbach (esquerra) com Phil Jackson (dreta) foren escollits per la llista de 1996 dels deu millors entrenadors de la història de l'NBA. |  | Tant Red Auerbach (esquerra) com Phil Jackson (dreta) foren escollits per la llista de 1996 dels deu millors entrenadors de la història de l'NBA. |
| Tant Red Auerbach (esquerra) com Phil Jackson (dreta) foren escollits per la llista de 1996 dels deu millors entrenadors de la història de l'NBA. |  | |

Juntament amb la selecció dels 50 millors jugadors, també s'escolliren els 10 millors entrenadors de la història de l'NBA. La llista fou elaborada segons una selecció sense valoració de membres de la premsa escrita i audiovisual que cobrien regularment l'NBA. Tots 10 entrenadors eren vius al moment de l'anunci de la llista, i quatre d'ells –Phil Jackson, Don Nelson, Pat Riley i Lenny Wilkens– estaven en actiu. Cinc han mort fins al moment: Red Holzman el 1998, Red Auerbach el 2006, Chuck Daly el 2009, Jack Ramsay el 2014 i John Kundla el 2017. Jackson fou el darrer de tots 10 que entrenà a l'NBA: anuncià que es retirava a finals de la temporada 2010-11. Nelson fou l'únic membre de la llista que mai guanyà un campionat com a entrenador, encara que en guanyà cinc com a jugador. Wilkens fou l'únic que fou escollit també com a membre de la llista de millors jugadors. Finalment, nou dels deu entrenadors son també membres del Naismith Memorial Basketball Hall of Fame (només Bill Fitch no n'és).
| *   | Elegit al Naismith Memorial Basketball Hall of Fame |
| Any | Any d'ingrés al Basketball Hall of Fame             |

| Entrenador     | Equips que entrenà (anys)[a] | Balanç de victòries/derrotes          | Campionats guanyats com a entrenador[b]                               | Premis a l'Entrenador de l'any guanyats | Any  | Ref.   |
| -------------- | --- | ------------------------------------- | --------------------------------------------------------------------- | --------------------------------------- | ---- | ------ |
| Red Auerbach*  | Washington Capitols (1946–1949) Tri-Cities Blackhawks (1949–1950) Boston Celtics (1950–1966) | 938–479 (66,2%)                       | 9 (1957, 1959, 1960, 1961, 1962, 1963, 1964, 1965, 1966)              | 1 (1965)                                | 1969 | [ 55 ] |
| Chuck Daly*    | Cleveland Cavaliers (1982) Detroit Pistons (1983–1992) New Jersey Nets (1992–1994) Orlando Magic (1997–1999)                                                                                    | 564–379 (59,8%) 638–437 (59,3%)[c]    | 2 (1989, 1990)                                                        | Cap                                     | 1994 | [ 56 ] |
| Bill Fitch     | Cleveland Cavaliers (1970–1979) Boston Celtics (1979–1983) Houston Rockets (1983–1988) New Jersey Nets (1989–1992) Los Angeles Clippers (1994–1998)                                             | 944–1106 (46,0%)                      | 1 (1981)                                                              | 2 (1976, 1980)                          | —    | [ 57 ] |
| Red Holzman*   | Milwaukee / St. Louis Hawks (1954–1956) New York Knicks (1967–1982) | 696–604 (53,5%)                       | 2 (1970, 1973)                                                        | 1 (1970)                                | 1986 | [ 58 ] |
| Phil Jackson*  | Chicago Bulls (1989–1998) Los Angeles Lakers (1999–2004, 2005–2011) | 414–160 (72,1%) 1155–485 (70,4%)[c]   | 11 (1991, 1992, 1993, 1996, 1997, 1998, 2000, 2001, 2002, 2009, 2010) | 1 (1996)                                | 2007 | [ 59 ] |
| John Kundla*   | Minneapolis Lakers (1948–1959) | 423–302 (58,3%)                       | 5 (1949, 1950, 1952, 1953, 1954)                                      | Cap                                     | 1995 | [ 60 ] |
| Don Nelson*    | Milwaukee Bucks (1976–1987) Golden State Warriors (1988–1995, 2006–2010) New York Knicks (1995–1996) Dallas Mavericks (1997–2005)                                                               | 851–629 (57,5%) 1335–1063 (55,7%)[c]  | Cap                                                                   | 3 (1983, 1985, 1992)                    | 2012 | [ 61 ] |
| Jack Ramsay*   | Philadelphia 76ers (1968–1972) Buffalo Braves (1972–1976) Portland Trail Blazers (1976–1986) Indiana Pacers (1986–1988)                                                                         | 864–783 (52,5%)                       | 1 (1977)                                                              | Cap                                     | 1992 | [ 62 ] |
| Pat Riley*     | Los Angeles Lakers (1981–1990) New York Knicks (1991–1995) Miami Heat (1995–2003, 2005–2008) | 798–339 (70,2%) 1210–694 (63,6%)[c]   | 5 (1982, 1985, 1987, 1988, 2006)                                      | 3 (1990, 1993, 1997)                    | 2008 | [ 63 ] |
| Lenny Wilkens* | Seattle SuperSonics (1969–1972, 1977–1985) Portland Trail Blazers (1974–1976) Cleveland Cavaliers (1986–1993) Atlanta Hawks (1993–2000) Toronto Raptors (2000–2003) New York Knicks (2004–2005) | 1014–850 (54,4%) 1332–1155 (53,6%)[c] | 1 (1979)                                                              | 1 (1994)                                | 1998 | [ 64 ] |

## Els millors 10 equips de la història de l'NBA
En la celebració del 50è aniversari de la lliga també s'hi inclogué una selecció dels millors 10 equips de la seva història. Igual que la llista d'entrenadors, la llista fou elaborada segons una selecció sense valoració de membres de la premsa escrita i audiovisual que cobrien regularment l'NBA. Els equips foren escollits d'entre tots els equips que participaren en cada temporada individual. Tots ells han guanyat el campionat, i entre tots tenen una mitjana de 66 victòries per temporada. Els Chicago Bulls de la temporada 1995-96 obtingueren el millor balanç de la història de la lliga fins al moment, amb 72 victòries i només 10 derrotes (els Golden State Warriors els superaren amb un 73-9 la temporada 2015-16).
Sis de les trenta franquícies de l'NBA (en el moment de l'anunci, vint-i-nou) tingueren almenys un equip a la llista: els Boston Celtics, els Chicago Bulls, Los Angeles Lakers i els Philadelphia 76ers n'hi tingueren dos.
Sis jugadors estaven a la plantilla de dos equips de la llista: Wilt Chamberlain amb els Sixers 1966–67 i els Lakers 1971–72; James Edwards, Dennis Rodman i John Salley amb els Pistons 1988–89 i els Bulls 1995–96; i Michael Jordan i Scottie Pippen amb els Bulls 1991–92 i 1995–96. Tres altres persones jugaren i entrenaren equips de la llista, i tots tres ho feren amb la mateixa franquícia: K. C. Jones amb els Celtics 1964–65 com a jugador i 1985–86 com a entrenador; Billy Cunningham amb els Sixers 1966–67 com a jugador i 1982–83 com a entrenador; i Pat Riley amb els Lakers 1971–72 com a jugador i 1986–87 com a entrenador. Phil Jackson, entrenador principal dels Bulls del 1989 al 1998, fou l'únic en entrenar dos equips de la llista. Encara que Jackson tenia contracte amb els Knicks com a jugador durant la temporada 1969–70, no va jugar cap partit, ja que s'estava recuperant d'una operació quirúrgica.
El jugadors amb el nom en cursiva foren escollits pel Naismith Basketball Hall of Fame posteriorment a l'anunci de la llista dels deu millors equips. Els membres del Hall of Fame llistats per cada equip individual son només aquells escollits com a jugadors, és a dir, no inclouen els que foren escollits per altres rols.
| Temporada | Equip              | Balanç        | Plantilla i entrenador principal | Jugadors al Hall of Fame                               | Jugadors a la Llista dels 50 millors jugadors | Ref.   |
| --------- | ------------------ | ------------- | --- | ------------------------------------------------------ | --------------------------------------------- | ------ |
| 1964–65   | Boston Celtics     | 62–18 (77,5%) | Ron Bonham, Mel Counts, John Havlicek, Tom Heinsohn, K. C. Jones, Sam Jones, Willie Naulls, Bevo Nordmann, Bill Russell, Tom Sanders, Larry Siegfried, John Thompson, Gerry Ward; entrenador Red Auerbach[d]                                                                 | 5 (K. Jones, S. Jones, Heinsohn, Russell, Havlicek)[e] | 3 (S. Jones, Russell, Havlicek)               | [ 66 ] |
| 1966–67   | Philadelphia 76ers | 68–13 (84,0%) | Wilt Chamberlain, Larry Costello, Billy Cunningham, Dave Gambee, Hal Greer, Matt Guokas, Luke Jackson, Wali Jones, Bill Melchionni, Chet Walker, Bob Weiss; entrenador Alex Hannum[d]                                                                                        | 4 (Greer, Chamberlain, Cunningham, Walker)             | 3 (Greer, Chamberlain, Cunningham)            | [ 67 ] |
| 1969–70   | New York Knicks    | 60–22 (73,2%) | Dick Barnett, Nate Bowman, Bill Bradley, Dave DeBusschere, Walt Frazier, Bill Hosket, Don May, Willis Reed, Mike Riordan, Cazzie Russell, Dave Stallworth, John Warren; entrenador Red Holzman[d]                                                                            | 4 (Frazier, Bradley, DeBusschere, Reed)                | 3 (Frazier, DeBusschere, Reed)                | [ 68 ] |
| 1971–72   | Los Angeles Lakers | 69–13 (84,1%) | Elgin Baylor, Wilt Chamberlain, Jim Cleamons, LeRoy Ellis, Keith Erickson, Gail Goodrich, Happy Hairston, Jim McMillian, Pat Riley, Flynn Robinson, John Trapp, Jerry West; entrenador Bill Sharman[d]                                                                       | 4 (Goodrich, West, Chamberlain, Baylor[f])             | 3 (West, Chamberlain, Baylor)                 | [ 69 ] |
| 1982–83   | Philadelphia 76ers | 65–17 (79,3%) | J. J. Anderson, Maurice Cheeks, Earl Cureton, Franklin Edwards, Julius Erving, Marc Iavaroni, Clemon Johnson, Reggie Johnson, Bobby Jones, Moses Malone, Mark McNamara, Clint Richardson, Russ Schoene, Andrew Toney; entrenador Billy Cunningham                            | 2 (Erving, Malone)                                     | 2 (Erving, Malone)                            | [ 70 ] |
| 1985–86   | Boston Celtics     | 67–15 (81,7%) | Danny Ainge, Larry Bird, Rick Carlisle, Dennis Johnson, Greg Kite, Kevin McHale, Robert Parish, Jerry Sichting, David Thirdkill, Sam Vincent, Bill Walton, Scott Wedman, Sly Williams; entrenador K. C. Jones                                                                | 5 (McHale, Bird, Parish, Walton, Johnson)              | 4 (McHale, Bird, Parish, Walton)              | [ 71 ] |
| 1986–87   | Los Angeles Lakers | 65–17 (79,3%) | Kareem Abdul-Jabbar, Adrian Branch, Frank Brickowski, Michael Cooper, A. C. Green, Magic Johnson, Wes Matthews, Kurt Rambis, Mike Smrek, Byron Scott, Billy Thompson, Mychal Thompson, James Worthy; entrenador Pat Riley[d]                                                 | 3 (Johnson, Worthy, Abdul-Jabbar)                      | 3 (Johnson, Worthy, Abdul-Jabbar)             | [ 72 ] |
| 1988–89   | Detroit Pistons    | 63–19 (76,8%) | Mark Aguirre, Adrian Dantley, Darryl Dawkins, Fennis Dembo, Joe Dumars, James Edwards, Steve Harris, Vinnie Johnson, Bill Laimbeer, John Long, Rick Mahorn, Pace Mannion, Dennis Rodman, Jim Rowinski, John Salley, Isiah Thomas, Micheal Williams; entrenador Chuck Daly[d] | 4 (Thomas, Dumars, Dantley, Rodman)                    | 1 (Thomas)                                    | [ 73 ] |
| 1991–92   | Chicago Bulls      | 67–15 (81,7%) | B. J. Armstrong, Bill Cartwright, Horace Grant, Bob Hansen, Craig Hodges, Dennis Hopson, Michael Jordan, Stacey King, Cliff Levingston, Chuck Nevitt, John Paxson, Will Perdue, Scottie Pippen, Mark Randall, Rory Sparrow, Scott Williams; entrenador Phil Jackson[d]       | 2 (Jordan, Pippen)                                     | 2 (Jordan, Pippen)                            | [ 74 ] |
| 1995–96   | Chicago Bulls      | 72–10 (87,8%) | Randy Brown, Jud Buechler, Jason Caffey, James Edwards, Jack Haley, Ron Harper, Michael Jordan, Steve Kerr, Luc Longley, Toni Kukoč, Scottie Pippen, Dennis Rodman, John Salley, Dickey Simpkins, Bill Wennington; entrenador Phil Jackson[d]                                | 3 (Jordan, Pippen, Rodman)                             | 2 (Jordan, Pippen)                            | [ 75 ] |